# José María Palomo
José María Palomo y Juez (Barcelona, 24 de julio de 1946 - Barcelona, 30 de noviembre de 2020) fue un piloto de automovilismo, motociclismo y motonáutica, practicante de esquí náutico y corredor de bobsleigh español. Era hermano de Víctor Palomo, quien tuvo éxito en algunos de estos deportes a escala internacional.

## Trayectoria deportiva

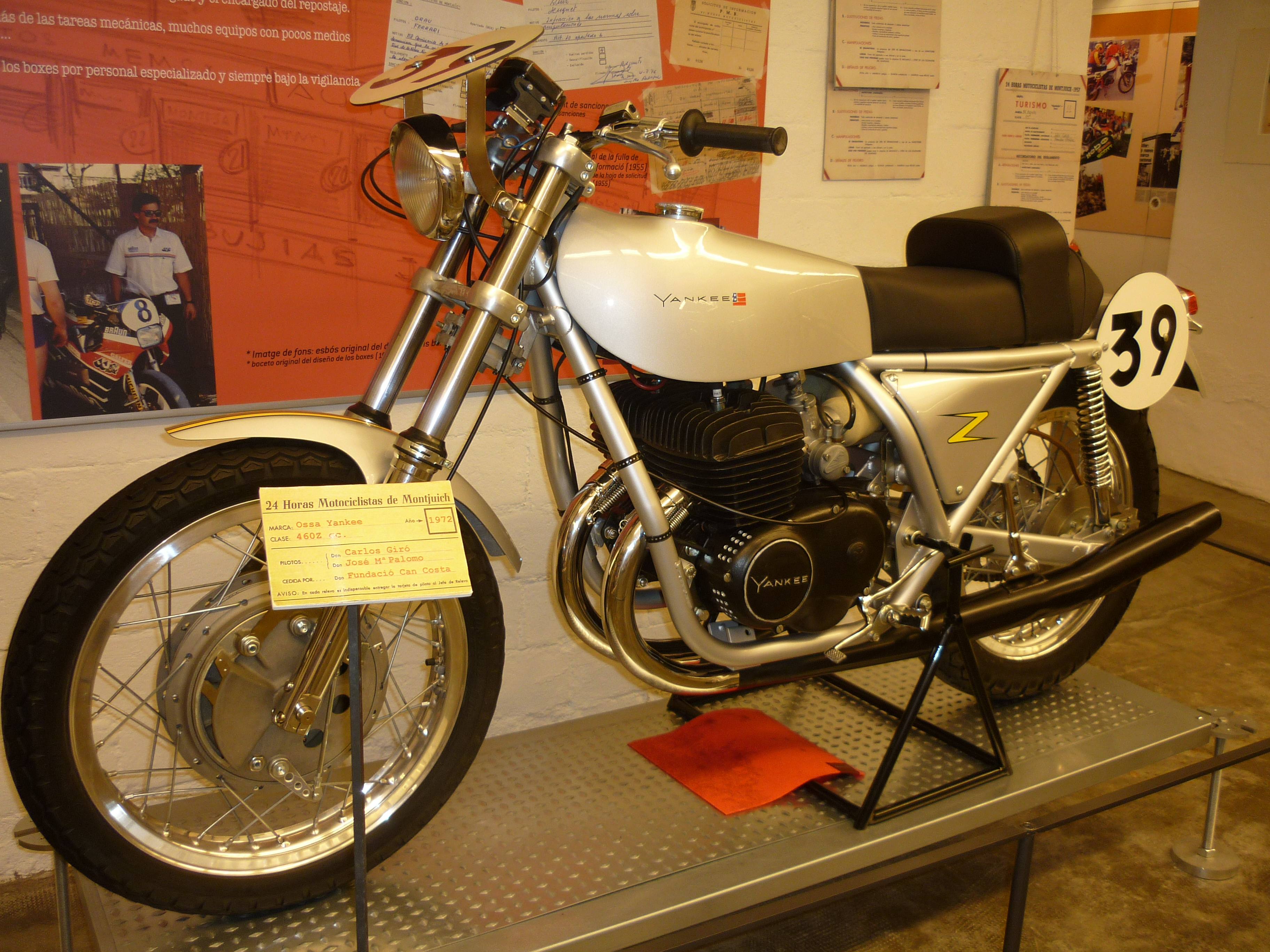
La OSSA Yankee que piloto en las 24 Horas de Montjuïc de 1972

José María Palomo inició en automovilismo en 1967 y participó, con la Escudería RACC, en numerosas carreras de Fórmula 3, entre ellas el Gran Premio de Barcelona al final de la década . Al mismo tiempo disputó rallies como copiloto de Eugenio Baturone con un Ferrari GTO. El 1969, ya como piloto, se proclamó campeón de España de rallys con un Porsche 911 R. Durante aquella temporada ganó los rallies Rías Baixas y 2.000 Virajes. Dentro de la faceta del motociclismo, destacó en carreras de resistencia como las 24 Horas de Montjuïc y el 1967 en fue subcampeón de España con OSSA.
Socio del Club Náutico Arenys de Mar, practicó la motonáutica y esquí náutico. Entre otros títulos, ganó la Semana Náutica Internacional (1966) y varias pruebas del Campeonato de España. En esquí náutico ganó varias pruebas de ámbito catalán sin alcanzar sin embargo, el nivel de su hermano Víctor.
Como practicante de bobsleigh disputó los Juegos Olímpicos de invierno de 1968, en Grenoble, y el Campeonato de Europa (1969).

## Palmarés

### Victorias en el campeonato de España de rally
| # | Año  | Prueba                              | Automóvil     |
| - | ---- | ----------------------------------- | ------------- |
| 1 | 1969 | 3.º Rallye Internacional de Ourense | Porsche 911 R |
| 2 | 1969 | 7.º Rallye a las Rías Bajas         | Porsche 911 R |
| 3 | 1969 | 11.º Rallye 2000 Viratges           | Porsche 911 R |